# Società Sportiva delle Signe 1937-1938
Questa voce raccoglie le informazioni riguardanti la  Società Sportiva delle Signe  nelle competizioni ufficiali della stagione 1937-1938.

## Rosa
| N. |                   | Ruolo | Calciatore          |
| -- | ----------------- | ----- | ------------------- |
|    | Italia (bandiera) |       | Giorgio Bartolucci  |
|    | Italia (bandiera) |       | Benedetto Benedetti |
|    | Italia (bandiera) |       | Elio Bertini        |
|    | Italia (bandiera) |       | Ubaldo Bonciani     |
|    | Italia (bandiera) |       | Trento Bongini      |
|    | Italia (bandiera) |       | Egisto Bonuccelli   |
|    | Italia (bandiera) |       | Ornello Cottafavi   |
|    | Italia (bandiera) |       | Zino Franci         |
|    | Italia (bandiera) |       | Turiddo Gheri       |

| N. |                   | Ruolo | Calciatore          |
| -- | ----------------- | ----- | ------------------- |
|    | Italia (bandiera) |       | Giovanni Landini    |
|    | Italia (bandiera) |       | Augusto Mazzoni     |
|    | Italia (bandiera) |       | Brunetto Migliorini |
|    | Italia (bandiera) |       | Moreno Nesti        |
|    | Italia (bandiera) | C     | Carlo Paoletti      |
|    | Italia (bandiera) |       | Silio Poli          |
|    | Italia (bandiera) |       | Manlio Scaramagli   |
|    | Italia (bandiera) |       | Nino Sita           |

## Risultati

### Serie C

#### Girone D

##### Girone di andata
| Signa 26 settembre 1937 1ª giornata | Le Signe | 4 – 1 | Fano |  |

| Jesi 3 ottobre 1937 2ª giornata | Jesi | 4 – 1 | Le Signe |  |

| Signa 10 ottobre 1937 3ª giornata | Le Signe | 1 – 1 | Forlimpopoli |  |

| Signa 17 ottobre 1937 4ª giornata | Ravenna | 1 – 0 referto | Le Signe |  |

| Signa 28 ottobre 1937 5ª giornata | Le Signe | 1 – 0 referto | Pontedera |  |

| Empoli 7 novembre 1937 6ª giornata | Empolese | 1 – 3 referto | Le Signe |  |

| Signa 5 dicembre 1937 7ª giornata | Le Signe | 1 – 2 referto | Siena |  |

| Prato 21 novembre 1937 8ª giornata | Prato | 3 – 1 referto | Le Signe |  |

| Signa 28 novembre 1937 9ª giornata | Le Signe | 1 – 1 referto | Libertas Rimini |  |

| Macerata 12 dicembre 1937 10ª giornata | Macerata | 1 – 1 | Le Signe |  |

| Signa 19 dicembre 1937 11ª giornata | Le Signe | 3 – 1 referto | SAFFA Fucecchio |  |

| Lugo 2 gennaio 1938 12ª giornata | Baracca Lugo | 2 – 0 referto | Le Signe |  |

| Le Signe 9 gennaio 1938 13ª giornata | Le Signe | 5 – 1 referto | Grosseto |  |

| Piombino 16 gennaio 1938 14ª giornata | Sempre Avanti | 1 – 0 | Le Signe |  |

| Signa 23 gennaio 1938 15ª giornata | Le Signe | 3 – 0 referto | Viareggio |  |

##### Girone di ritorno
| Fano 30 gennaio 1938 16ª giornata | Fano | 2 – 0 referto | Le Signe |  |

| Signa 6 febbraio 1938 17ª giornata | Le Signe | 2 – 0 | Jesi |  |

| Forlimpopoli 13 febbraio 1938 18ª giornata | Forlimpopoli | 1 – 1 referto | Le Signe |  |

| Signa 20 febbraio 1938 19ª giornata | Le Signe | 1 – 1 referto | Ravenna |  |

| Pontedera 27 febbraio 1938 20ª giornata | Pontedera | 1 – 1 referto | Le Signe |  |

| Signa 6 marzo 1938 21ª giornata | Le Signe | 0 – 1 referto | Italo Gambacciani |  |

| Siena 13 marzo 1938 22ª giornata | Siena | 1 – 0 referto | Le Signe |  |

| Signa 20 marzo 1938 23ª giornata | Le Signe | 2 – 0 referto | Prato |  |

| Rimini 27 marzo 1938 24ª giornata | Libertas Rimini | 2 – 1 referto | Le Signe |  |

| Signe 3 aprile 1938 25ª giornata | Le Signe | 1 – 1 referto | Macerata |  |

| Fucecchio 10 aprile 1938 26ª giornata | SAFFA Fucecchio | 2 – 1 referto | Le Signe |  |

| Signa 17 aprile 1938 27ª giornata | Le Signe | 2 – 2 | Baracca Lugo |  |

| Grosseto 24 aprile 1938 28ª giornata | Grosseto | 2 – 1 referto | Le Signe |  |

| Signa 1 maggio 1938 29ª giornata | Le Signe | 2 – 0 | Sempre Avanti |  |

| Viareggio 8 maggio 1938 30ª giornata | Viareggio | 1 – 1 | Le Signe |  |